# Eleutherococcus pubescens
Eleutherococcus pubescens là một loài thực vật có hoa trong Họ Cuồng cuồng. Loài này được (Pamp.) C.H.Kim & B.Y.Sun mô tả khoa học đầu tiên năm 2000.